# Ariane 4

Ariane 4 foi um sistema de lançamento, projetado pela Agência Espacial Europeia e fabricado pela Arianespace.

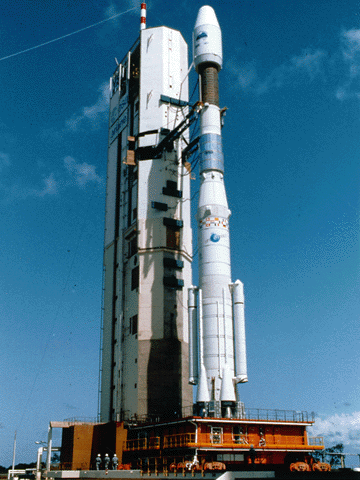
Um foguete Ariane 42P prestes a ser lançado.

O foguete Ariane 4 se assemelha a primeira vista aos seus antecessores, Ariane, Ariane 1, Ariane 2 e Ariane 3. Como eles, trata-se de um foguete de três estágios, só que mais potente. Ele estava igualmente disponível em diferentes versões, utilizando ou não foguetes auxiliares. 
O Ariane 4 provou ser ideal para o lançamento de comunicações e satélites de observação da Terra, bem como aqueles para a pesquisa científica. Durante sua vida útil, Ariane 4 capturou 50% do mercado no lançamento de satélites comerciais, demonstrando a capacidade da Europa para competir no setor lançamento comercial.

## Historia
Em 1973, onze países, chamados em conjunto pela Agência Espacial Europeia (ESA), decidiu levar a Europa para baixo o seu próprio caminho no campo espacial. Seis anos mais tarde, em 1979, Ariane 1 foi lançado de Kourou. Após o trabalho de desenvolvimento de variantes 1, 2 e 3, Ariane 4 foi capaz de aproveitar a experiência adquirida com essas variantes anteriores.
O programa de desenvolvimento começou em 1983 e o primeiro lançamento bem sucedido foi em 15 de junho de 1988. O sistema tornou-se a base para lançamentos de satélites com um recorde de 113 lançamentos sucedidos e três lançamentos falhados. Ariane 4, desde um aumento de carga de 1700 kg para Ariane 3 e um máximo de 4800 kg a órbita de transferência geoestacionária (GTO). O recorde para Ariane 4 a GTO foi 4.946 kg. 
O grupo de lançamento do Ariane 4 foi premiado com o Prêmio Espaço Conquista pela Fundação Espaço em 2004.[2]

## Versões e lançamento
- O lançamento do foguete teve diversas configurações para que ele pudesse ser lançado com dois ou quatro foguetes auxiliares sólidos ou líquidos que forneciam combustível para os foguetes.
- Ariane 40 (sem foguetes auxiliares)
- Ariane 42P (com dois foguetes auxiliares a combustível sólido)
- Ariane 44P (com quatro foguetes auxiliares a combustível sólido)
- Ariane 42L (com dois foguetes auxiliares a combustível líquido)
- Ariane 44LP (com quatro foguetes auxiliares: dois a combustível sólido e dois a combustível líquido)
- Ariane 44L (com quatro foguetes auxiliares a combustível líquido)

O Ariane 4 saiu de serviço em 15 de Fevereiro de 2003.